# Brachycyrtus luteoniger
Brachycyrtus luteoniger là một loài tò vò trong họ Ichneumonidae.